# شهادة تميز العمل
شهادة تميز العمل هي شهادة ألمانية تمنح لجودة مقر العمل والتي تم إنشاؤها في 1999. وهي جائزة لسياسات الشركات المستدامة اجتماعيًا وسياسات العمالة المبتكرة. تعد الكنيسة الإنجيلية في ألمانيا هي المسؤولة عن تلك المبادرة في ألمانيا. ورئيس لجنة الجائزة هو رئيس مجلس الكنيسة الإنجيلية في جيماني. والمسؤول عن آلية التحقق هو معهد الأخلاقيات الاقتصادية والاجتماعية (آي دبليو اس) في جامعة ماربورغ.